# ミニカーファン
『ミニカーファン』は日本の自動車模型を扱う模型雑誌。発行元はエイ出版。

## 概要
自動車に関する模型を扱っている。主に店頭で入手できる量産品の記事が毎回、特定のジャンルにおいて特集記事が組まれる。また、過去には名人が職人芸を駆使して製作した自動車模型の記事も掲載された。